# IOS 12
iOS 12 es el duodécimo lanzamiento del sistema operativo de Apple como sucesor de iOS 11. Su lanzamiento a nivel mundial se realizó el 17 de septiembre de 2018.

## Características
- Mayor rendimiento que su predecesor: Se agilizan tareas como abrir la cámara, escribir con el teclado o abrir apps.
- FaceTime con hasta 32 personas a la vez.
- Se pueden crear animojis idénticos al usuario.
- Cuatro nuevos animojis: fantasma, koala, tigre y tiranosaurio
- Nuevos efectos de cámara: textos, adhesivos y filtros.
- Envío de objetos de RA a través de Mensajes o Mail.
- Control parental: Visualización del tiempo de utilización de los dispositivos de familiares.
- Regulación de notificaciones.
- Función No Molestar personalizable, para evitar ser interrumpido.
- Compartir fotos: Sugerencias de compartir fotos con quienes aparecen en ella.
- Sugerencias al buscar una foto.
- Siri aprenderá la rutina del usuario y le recordará cuando no ha hecho algo parte de ella.
- Mejoras en la privacidad: Encriptación para que los sitios no puedan hacer seguimiento al dispositivo sin consentimiento expreso del usuario.

## Versiones
|  | Discontinuado |  | Versión actual |  | En desarrollo (Beta) |

| Versión | Build                         | Fecha                                                        | Información |  |
| ------- | ----------------------------- | ------------------------------------------------------------ | --- |  |
| 12.0    | 16A5366a                      | 4 de junio de 2018 (Beta 1) - 31 de agosto de 2018 (Beta 12) | Primera beta de iOS 12 lanzada a los desarrolladores. |  |
| 12.0    | 16A366                        | 17 de septiembre de 2018                                     | Versión final (después de 12 betas). Rendimiento - iOS se ha mejorado para que el sistema sea más rápido y responda mejor. - Todos los dispositivos compatibles ofrecen un rendimiento increíble, incluso en modelos antiguos como el iPhone 5s y el iPad Air. - La cámara se abre hasta un 70 % más rápido y el teclado, hasta un 50 %, además de tener una mayor velocidad de respuesta.* - Las apps se abren hasta en la mitad de tiempo cuando el dispositivo tiene mucha carga de trabajo.* Fotos - La pestaña “Para ti” te ayuda a descubrir fotos estupendas en tu fototeca, con fotos destacadas, sugerencias de efectos y mucho más. - Gracias a la función de sugerencias para compartir, se te recomendará proactivamente compartir fotos tomadas en eventos con las personas que aparecen en ellas. - Con las sugerencias de búsqueda te resultará más fácil encontrar las fotos gracias a sugerencias inteligentes y a la compatibilidad con distintos teclados. - Encuentra fotos según el lugar, el establecimiento o el evento donde las hiciste. - Mejor importación desde la cámara, con un rendimiento más rápido y un nuevo modo de vista previa más amplia. - Compatibilidad para editar imágenes en formato RAW. Cámara - Las mejoras del modo Retrato conservan los detalles entre la persona y el fondo cuando se usan los efectos “Luz de escenario” y “Luz de escenario mono”. - La cámara resalta los códigos QR en el encuadre para que resulte más sencillo escanearlos. Mensajes - Memoji es un nuevo tipo de Animoji más personalizable que hace que los mensajes ganen en expresividad gracias a personajes personalizados que son variados y divertidos. - Los Animoji ahora incluyen: tiranosaurio, fantasma, koala y tigre. - Puedes hacer que los Memoji y los Animoji guiñen un ojo o saquen la lengua. - Los nuevos efectos de cámara llevan Animoji, filtros, efectos de texto, paquetes de stickers de iMessage y figuras a las fotos y vídeos que hagas en Mensajes. - Ahora se pueden grabar clips de Animoji de hasta 30 segundos. Tiempo de uso - Tiempo de uso te da información detallada y herramientas para que tú y tu familia podáis encontrar la cantidad ideal de tiempo que dedicáis a las apps y los sitios web. - Podrás ver el tiempo dedicado a las apps, el uso global en diversas categorías de apps, cuántas notificaciones se reciben y con qué frecuencia se consultan los dispositivos. - Los límites de apps permiten definir el tiempo que tus hijos o tú podéis pasar en algunas apps y sitios web. - Con la función de tiempo de uso para niños, los padres pueden controlar desde sus propios dispositivos iOS cómo utilizan sus hijos los dispositivos iPhone y iPad. No molestar - Desactiva el modo “No molestar” en función de la hora, la ubicación o de eventos de calendario. - El modo “No molestar mientras duermo” retira todas las notificaciones de la pantalla bloqueada mientras duermes. Notificaciones - Las notificaciones de la misma app se agrupan automáticamente para que te resulte más fácil gestionarlas. - Con la función de ajustes instantáneos puedes controlar los ajustes de las notificaciones directamente desde la pantalla bloqueada. - La nueva opción de notificaciones discretas envía la información directamente al centro de notificaciones, sin interrumpir lo que estés haciendo. Siri - Los atajos de Siri son una manera más rápida de hacer las cosas, con la capacidad de que cualquier app funcione con Siri. - Añade atajos con el botón “Añadir a Siri” de las apps compatibles o desde Ajustes > Siri y Buscar. - Siri te sugiere atajos tanto en la pantalla bloqueada como en Buscar. - Infórmate de los resultados de los deportes del motor, calendarios y clasificaciones de las competiciones de Fórmula 1, Nascar, Indy 500 y MotoGP. - Busca fotos y recuerdos por fecha, lugar, tema, personas o viajes recientes para encontrar en Fotos las fotos correspondientes. - Puedes traducir frases en más lenguas, con más de 40 combinaciones de idiomas. - Busca datos sobre personajes famosos, como su fecha de nacimiento, y haz preguntas sobre los alimentos, como por ejemplo sus calorías o sus nutrientes. - Puedes encender o apagar la linterna. - Una voz más natural y expresiva en inglés de Irlanda, inglés de Sudáfrica, danés, noruego, cantonés y mandarín (Taiwán). Realidad aumentada - La función de experiencias compartidas de ARKit 2 permite a los desarrolladores crear innovadoras apps de AR que puedes disfrutar con tus amigos. - La capacidad de persistencia permite a los desarrolladores guardar y volver a cargar experiencias justo desde donde las dejaste. - Con la detección de objetos y el seguimiento de imágenes, los desarrolladores disponen de nuevas herramientas para reconocer objetos del mundo real y hacer un seguimiento de las imágenes a medida que se mueven por el *espacio. - La vista rápida con realidad aumentada extiende la AR a todo el sistema iOS, de manera que puedes ver objetos de realidad aumentada con apps integradas como News, Safari y Archivos, y compartirlos con quien quieras mediante iMessage y Mail. Medidas - Nueva app de realidad aumentada para medir objetos y espacios. - Dibuja líneas sobre las superficies o en el espacio libre para medirlas y pulsa en sus etiquetas para ver más información. - Mide automáticamente los objetos rectangulares. - Puedes hacer, compartir y marcar capturas de pantalla de las medidas que tomes. Privacidad y seguridad - La introducción de mejoras en la función inteligente de Safari para evitar el rastreo impide que los botones integrados para compartir y publicar comentarios en las redes sociales te sigan el rastro sin tu permiso mientras navegas. - Reduce la capacidad de los anunciantes para presentar nuevos anuncios, ya que tienen menos posibilidades de identificar los dispositivos iOS de manera exclusiva. - Al crear una cuenta o cambiar una contraseña en la mayoría de apps y Safari, se te sugieren automáticamente contraseñas seguras y únicas. - Las contraseñas repetidas aparecen señaladas en Ajustes > Contraseñas y cuentas. - La función de autorrelleno de códigos de seguridad envía por SMS sugerencias de códigos de un solo uso a la barra QuickType. - Ahora es más fácil que nunca compartir contraseñas con contactos mediante AirDrop, desde “Contraseñas y cuentas”, en Ajustes. - Siri permite navegar rápidamente hasta la contraseña en los dispositivos autenticados. Apple Books - Hemos rediseñado la app Apple Books de arriba abajo para que descubras, leas y escuches libros más fácilmente. - En la pestaña Leyendo podrás volver al libro que estás leyendo o recibir estupendas recomendaciones sobre qué leer después. - Añade libros a la nueva colección “Para leer” y así podrás llevar un seguimiento de lo que quieres leer a continuación. - Es fácil buscar en la tienda los libros que quieres leer después, gracias a las nuevas selecciones populares que hacen los editores de Apple Books y las recomendaciones preparadas para ti. - En la nueva tienda de audiolibros encontrarás historias de ficción inmersivas y libros informativos narrados por tus autores, actores y famosos favoritos. Apple Music - La función Buscar ahora es compatible con las letras de las canciones, para que con solo unas palabras puedas encontrar las canciones. - Con el nuevo diseño de las páginas de los artistas es más fácil buscar una emisora personalizada de la música del artista que quieras. - La nueva lista “Mix: amigos” es una lista de reproducción de canciones que te encantará y que está creada a partir de lo que escuchan tus amigos. - Nuevas listas de éxitos de las 100 principales canciones de cada día en países de todo el mundo. Bolsa - Con el nuevo diseño para el iPhone y el iPad puedes consultar fácilmente información bursátil, como cotizaciones, gráficos interactivos y noticias destacadas. - La lista de valores favoritos destaca las líneas siguiendo un código de colores para que conozcas su rendimiento diario de un vistazo. - Consulta en una gráfica interactiva los distintos valores, junto con detalles importantes como el precio fuera de horario, el volumen de operaciones y mucho más. Notas de Voz - Diseño renovado y más facilidad de uso. - Tus grabaciones y ediciones se guardan en iCloud, que las mantiene sincronizadas en todos tus dispositivos. - Disponible en el iPad con compatibilidad tanto para orientación vertical como horizontal. TV - Recibe notificaciones cuando haya disponibles películas y programas de TV incluidos en la lista “A continuación”. - Comparte tus películas, programas de TV y eventos deportivos favoritos usando enlaces universales. Apple Podcasts - Ahora se pueden reproducir capítulos de programas que los ofrezcan. - Salta 30 segundos o ve directamente al capítulo siguiente con botones para avanzar o retroceder en el coche o en los auriculares. - Gestiona fácilmente las notificaciones de episodios nuevos en la pantalla Escuchar. Accesibilidad - La función “Escucha en directo” ahora funciona con los AirPods para que oigas con más claridad. - Las llamadas de texto en tiempo real (RTT) ahora funcionan con AT&T. - La opción “Leer selección” puede usar la voz de Siri para leer el texto que hayas seleccionado. Otras funciones y mejoras - Los efectos de la cámara en FaceTime transforman tu aspecto en tiempo real. - CarPlay añade compatibilidad con apps de navegación de terceros. - En los lugares donde esté disponible esta posibilidad, puedes usar los carnés de estudiante que tengas en Wallet en los lectores de tarjetas sin contacto para acceder a edificios y pagar con Apple Pay. - Los iconos de los sitios web pueden aparecer en las pestañas del iPad si los activas en Ajustes > Safari. - La app Tiempo incluye el índice de calidad del aire cuando está disponible. - Para ir a la pantalla de inicio del iPad puedes deslizar hacia arriba rápidamente un dedo desde la parte inferior de la pantalla. - Para acceder al centro de control del iPad, desliza un dedo hacia abajo desde la esquina superior derecha. - Las opciones de marcación incluyen una paleta de colores adicional y la posibilidad de cambiar la anchura de las líneas y la opacidad de cada herramienta. - La gráfica de uso de la batería que puedes ver en Ajustes ahora indica cómo la has usado durante las últimas 24 horas o en los últimos 10 días, y puedes pulsar en una barra para ver el uso de las apps durante ese periodo de tiempo. - En los dispositivos que no tengan 3D Touch, mantén pulsada la barra espaciadora del teclado para que funcione como un trackpad. - Mapas incluye planos del interior de aeropuertos y centros comerciales con servicios de ubicación en China continental. - Nuevo diccionario de definiciones en hebreo, además de diccionarios bilingües en árabe e inglés, y en hindi e inglés. - Nuevo diccionario de sinónimos en inglés. - Gracias a las actualizaciones automáticas de software, las actualizaciones de iOS se pueden instalar automáticamente por la noche. |  |
| 12.0.1  | 16A404                        | 8 de octubre de 2018                                         | iOS 12.0.1 corrige algunos errores e incluye mejoras para el iPhone y el iPad. Esta actualización: - Corrige un problema por el que algunos dispositivos iPhone XS no empezaban a cargarse inmediatamente al conectarlos a un cable Lightning. - Soluciona un problema que podía hacer que los dispositivos iPhone XS se volvieran a conectar a una red Wi-Fi a 2,4 GHz en lugar de a 5 GHz. - Restaura la posición original de la tecla “.?123” en el teclado del iPad. - Corrige un problema que podía impedir que se mostrasen subtítulos en algunas apps de vídeo. - Resuelve un problema que podía provocar que la conexión Bluetooth dejara de estar disponible. |  |
| 12.1    | 16B92 16B94 (iPhone XR)       | 30 de octubre de 2018 6 de noviembre de 2018 (iPhone XR)     | iOS 12.1 introduce FaceTime en grupo, añade más de 70 nuevos emojis e incluye compatibilidad con SIM dual con eSIM para el iPhone XS, el iPhone XS Max y el iPhone XR. Esta actualización también incluye mejoras y correcciones de errores. FaceTime en grupo - Permite realizar llamadas de audio y vídeo con hasta 32 participantes a la vez. - Garantiza la privacidad de tus conversaciones con encriptación punto a punto. - Permite iniciar FaceTime en grupo directamente desde una conversación de Mensajes en grupo o unirse a una llamada activa en cualquier momento. Emojis - Más de 70 nuevos emojis, incluidos personajes con el pelo rizado, gris y rojo, nuevos emojis sin pelo, emoticonos con más expresiones y más emojis de animales, deportes y comida. Compatibilidad con SIM dual - Compatibilidad con SIM dual con eSIM, lo que permite usar dos números en un mismo iPhone XS, iPhone XS Max o iPhone XR. Otras mejoras y correcciones - Introduce el control de profundidad en la previsualización de la cámara para el iPhone XS, el iPhone XS Max y el iPhone XR. - Mejora la conectividad con datos móviles del iPhone XS, el iPhone XS Max y el iPhone XR. - Permite cambiar el código de tiempo de uso de tu hijo mediante Face ID o Touch ID. - Corrige un problema que provocaba que no siempre se seleccionara el fotograma clave más nítido de fotos realizadas con la cámara frontal en el iPhone XS, el iPhone XS Max y el iPhone XR. - Resuelve un problema que provocaba que se combinaran mensajes en un mismo hilo cuando dos usuarios habían iniciado sesión con el mismo ID de Apple en varios iPhone. - Soluciona un problema que impedía que algunos mensajes de voz se mostraran en la app Teléfono. - Resuelve un problema de la app Teléfono que podía provocar que los números de teléfono se mostraran sin su correspondiente nombre de contacto. - Corrige un problema que podía provocar que la función “Tiempo de uso” no incluyera determinados sitios web en el informe de actividad. - Soluciona un problema que podía impedir la adición o eliminación de miembros de la familia en “En familia”. - Añade una función de gestión del rendimiento para el iPhone X, el iPhone 8 y el iPhone 8 Plus para impedir que el dispositivo se apague inesperadamente, con una opción para desactivar esta función si el dispositivo se apagara inesperadamente. - “Salud de la batería” puede informar a los usuarios de que no puede verificar si el iPhone XS, el iPhone XS Max y el iPhone XR utilizan una batería de Apple auténtica. - Mejora la fiabilidad de VoiceOver en la app Cámara, Siri y Safari. - Corrige un problema que podía provocar que la inscripción de dispositivos en MDM indicara un error de perfil no válido para algunos usuarios empresariales. |  |
| 12.1.1  | 16C50                         | 5 de diciembre de 2018                                       | iOS 12.1.1 corrige errores en el iPhone y iPad, y añade funciones y mejoras para estos dos dispositivos entre las que se incluyen las siguientes: - Previsualización de las notificaciones con la respuesta háptica en el iPhone XR. - Doble SIM con eSIM para operadores adicionales en el iPhone XR, iPhone XS y iPhone XS Max. - Cambio entre la cámara trasera y la frontal con una sola pulsación durante una llamada FaceTime. - Captura de Live Photos durante las llamadas FaceTime entre dos personas. - Servicio de texto en tiempo real (RTT) al usar la conexión Wi‑Fi para hacer llamadas en el iPad y el iPod touch. - Mejoras de estabilidad del dictado y de VoiceOver. Las correcciones de errores incluyen las siguientes: - Corrección de un problema que provocaba que Face ID no estuviera disponible de forma temporal. - Solución de un problema que impedía que algunos clientes se descargaran el buzón de voz visual. - Corrección de un problema en Mensajes que podía impedir que se mostraran las sugerencias de texto predictivo al escribir con teclados chinos o japoneses. - Solución de un problema que podía impedir que las grabaciones de Notas de Voz se cargaran en iCloud. - Corrección de un problema relacionado con un error a la hora de actualizar las zonas horarias de forma automática. Esta versión también corrige errores en el HomePod y añade funciones para este dispositivo entre las que se incluyen las siguientes: - Compatibilidad en China continental y en Hong Kong. - Iluminación de los LED del HomePod durante las llamadas FaceTime en grupo. |  |
| 12.1.2  | 16C104                        | 17 de diciembre de 2018                                      | iOS 12.1.2 incluye correcciones de errores para el iPhone. Esta actualización: - Corrige errores de activación de la eSIM en el iPhone XR, el iPhone XS y el iPhone XS Max. - Soluciona un problema que podía afectar a la conectividad de datos móviles en Turquía del iPhone XR, el iPhone XS y el iPhone XS Max. |  |
| 12.1.3  | 16D39                         | 22 de enero de 2019                                          | iOS 12.1.3 corrige errores en el iPhone o en el iPad. Esta actualización incluye las siguientes mejoras: - Corrección de un problema en Mensajes que impedía a algunos usuarios desplazarse correctamente por las fotos en la vista Detalles. - Solución de un problema que hacía que algunas fotos se mostraran con líneas negras al enviarlas desde la hoja para compartir. - Corrección de un problema que podía distorsionar el audio al usar dispositivos de entrada externos en el iPad Pro (2018). - Solución de un problema que hacía que algunos sistemas de CarPlay se desconectaran del iPhone XR, del iPhone XS y del iPhone XS Max. Esta versión también corrige errores en el HomePod. La actualización incluye las siguientes mejoras: - Solución de un problema que podía hacer que el HomePod se reiniciara. - Corrección de un problema que podía hacer que Siri dejara de escuchar. |  |
| 12.1.4  | 16D57                         | 7 de febrero de 2019                                         | Se recomienda la instalación de iOS 12.1.4 a todos los usuarios, ya que proporciona actualizaciones de seguridad importantes. |  |
| 12.2    | 16E227                        | 25 de marzo de 2019                                          | iOS 12.2 incluye cuatro nuevos Animoji, además de corrección de errores y mejoras. Animoji - Se han añadido cuatro nuevos Animoji (búho, jabalí, jirafa y tiburón) en el iPhone X y en modelos posteriores, en el iPad Pro de 12,9 pulgadas (3.ª generación) y en el iPad Pro de 11 pulgadas. AirPlay - Los controles del televisor específicos del centro de control y de la pantalla bloqueada te permiten acceder rápidamente a los controles del televisor. La opción de multitarea para vídeo de AirPlay te permite navegar por otras apps y reproducir otros archivos breves de audio y vídeo de forma local en tu dispositivo sin interrumpir AirPlay. Los destinos de AirPlay ahora se agrupan por tipo de contenido, lo que te permite encontrar más rápidamente el dispositivo de reproducción. Apple Pay - Los clientes de Apple Pay Cash ahora pueden transferir dinero a sus cuentas bancarias al instante usando sus tarjetas Visa de débito. La app Wallet ahora muestra de forma cómoda el crédito de Apple Pay y las transacciones de débito justo debajo de la tarjeta. Tiempo de uso - Se puede configurar un programa diferente del tiempo de inactividad para cada día de la semana. Un nuevo botón permite activar y desactivar fácilmente los límites de uso de apps. Safari - El inicio de sesión en los sitios web ahora se realiza automáticamente después de rellenar las credenciales con el autorrelleno de contraseña. Ahora aparece un aviso al cargar páginas web no encriptadas. Elimina la compatibilidad con el estándar obsoleto Do Not Track (DNT) para evitar que se utilice como variable de identificación mediante huellas digitales y se protege el sistema por omisión contra el seguimiento entre sitios mediante la función de prevención inteligente de rastreo. Las consultas en el campo de búsqueda inteligente ahora se pueden modificar pulsando el icono de la flecha que se encuentra junto a las sugerencias de búsqueda. Apple Music - La pestaña Explorar muestra más sugerencias destacadas en una sola página, lo que hace que sea más fácil descubrir nueva música, listas de reproducción y otros contenidos. AirPods - Compatibilidad con los nuevos AirPods (2.ª generación). Esta actualización también incluye corrección de errores y mejoras como los siguientes: - Ofrece información en Mapas sobre el índice de calidad del aire en Estados Unidos, el Reino Unido y la India. - Incluye información en Ajustes acerca de cuánto tiempo de garantía le queda a tu dispositivo. - Mejora la calidad de las grabaciones de audio de Mensajes. - Mejora la estabilidad y el rendimiento de Apple TV Remote en iOS. - Soluciona un problema que hacía que algunas llamadas perdidas no aparecieran en el centro de notificaciones. - Aborda el problema de que aparecieran notificaciones en Ajustes pese a que el usuario no tuviera que realizar ninguna acción. - Aborda un problema en Ajustes > General > Almacenamiento del iPhone en el que las barras del gráfico no describían correctamente el tamaño del almacenamiento de algunas apps grandes y de las categorías Sistema y Otra. - Soluciona un problema que podía hacer que las notas de voz se reprodujeran automáticamente al conectarse al dispositivo Bluetooth de un coche. - Soluciona un problema que impedía temporalmente renombrar algunas notas de voz. |  |
| 12.3    | 16F156                        | 13 de mayo de 2019                                           | iOS 12.3 incluye soporte para TV compatibles con AirPlay 2. Esta actualización también incluye mejoras y correcciones de errores. AirPlay 2 - AirPlay 2 ahora permite compartir vídeos, fotos, música y otros contenidos desde el iPhone y el iPad directamente con tu Televisión inteligente compatible con AirPlay 2. - Con un toque podrás reproducir automáticamente el programa de televisión o la película que quieras en la última pantalla que usaste en función de la hora y la ubicación. - Las sugerencias de Siri sobre películas y programas de televisión recomendados ahora incluyen una opción para AirPlay. - Todas las sugerencias inteligentes se realizan en el propio dispositivo para garantizar la privacidad de tus datos personales Esta actualización también incluye correcciones de errores y mejoras, como las siguientes: - Añade la capacidad de seguir una revista desde la vista de explorar el catálogo de Apple News+. - La pestaña "Para ti" de Apple Music ahora se actualiza varias veces al día con sugerencias musicales basadas en criterios como los géneros, artistas y estilos que más te gustan. - Deshabilita accesorios que tengan conexiones Bluetooth no seguras. - Soluciona un problema que podía impedir que el mando del Apple TV pausara o controlara el vídeo, o cambiara el volumen en receptores compatibles. - Soluciona un problema que podía hacer que las llamadas que se realizaran usando el Wi-Fi se cortaran. - Soluciona un problema que podía hacer que la información de una canción procedente de un iPhone conectado no apareciera en la pantalla del coche. |  |
| 12.3.1  | 16F203 16F8202 (iPod Touch 7) | 24 de mayo de 2019                                           | iOS 12.3.1 incluye correcciones de errores para iPhone y iPad. Esta actualización: - Corrige un problema en Mensajes que podía ocasionar que algunos mensajes de números desconocidos aparecieran en tu lista de conversaciones, incluso con la opción “Filtrar desconocidos” activada. - Corrige un problema que podía impedir que el enlace “Reportar (no deseado)” apareciera en las cadenas de Mensajes de números desconocidos. |  |
| 12.3.2  | 16F250                        | 10 de junio de 2019                                          | iOS 12.3.2 resuelve un problema que podía ocasionar que Cámara tomara fotos con el modo Retrato sin efectos de profundidad en algunos dispositivos iPhone 8 Plus. |  |
| 12.4    | 16G77                         | 22 de julio de 2019                                          | iOS 12.4 introduce la migración de iPhone para transferir directamente datos de un iPhone viejo a uno nuevo y mejora la seguridad del iPhone y iPad. Esta actualización: Migración de iPhone - Introduce la capacidad de transferir datos de forma inalámbrica y migrar directamente de un iPhone viejo a uno nuevo durante la configuración. Mejoras y corrección de errores generales - Corrige un error de seguridad en la app Walkie-Talkie en el Apple Watch y reactiva la función Walkie-Talkie. Esta actualización también incluye compatibilidad para el HomePod en Japón y Taiwán. |  |
| 12.4.1  | 16G102                        | 26 de agosto de 2019                                         | Se recomienda instalar iOS 12.4.1 a todos los usuarios, ya que incluye actualizaciones de seguridad importantes. Se agrega un parche de seguridad para impedir hacerle el Jailbreak a los dispositivos lo cual era posible con iOS 12.4 |  |
| 12.4.2  | 16G114                        | 26 de septiembre de 2019                                     | Esta actualización solo está disponible para los usuarios de dispositivos iPhone 5s, iPhone 6, iPhone 6 Plus, iPad Air, iPad mini 2, iPad mini 3 y iPod touch (sexta generación), que no son disponibles con iOS 13. Se recomienda a todos los usuarios instalar iOS 12.4.2, ya que incluye actualizaciones de seguridad importantes y mejoras generales. Además se mejoró el ajuste Invertir Inteligente que se encuentra en accesibilidad que al combinarlo con Reducir el Punto Blanco genera un Modo Oscuro para las Apps y el iPhone más nítido, y al activarlo genera un estilo similar al modo oscuro de iOS 13. |  |
| 12.4.3  | 16G130                        | 28 de octubre de 2019                                        | Se recomienda instalar iOS 12.4.3 a todos los usuarios, ya que proporciona actualizaciones de seguridad importantes. Impacto: Las transferencias de AirDrop podrían aceptarse inesperadamente en modo Todos. |  |
| 12.4.4  | 16G140                        | 10 de diciembre de 2019                                      | Se recomienda instalar iOS 12.4.4 a todos los usuarios, ya que proporciona actualizaciones de seguridad importantes. Impacto: Procesar vídeos con fines malintencionados a través de FaceTime podría provocar la ejecución de código arbitrario |  |
| 12.4.5  | 16G161                        | 28 de enero de 2020                                          | Se recomienda instalar iOS 12.4.5 a todos los usuarios, ya que proporciona actualizaciones de seguridad importantes. |  |
| 12.4.6  | 16G183                        | 24 de marzo de 2020                                          | Se recomienda instalar iOS 12.4.6 a todos los usuarios, ya que proporciona actualizaciones de seguridad importantes. |  |
| 12.4.7  | 16G192                        | 20 de mayo de 2020                                           | Se recomienda instalar iOS 12.4.7 a todos los usuarios, ya que proporciona actualizaciones de seguridad importantes: - Se corrige un problema en el que un correo electrónico creado con fines malintencionados podía conducir inesperadamente a la corrupción del montón. - Se corrige un problema en el que un correo electrónico creado con fines malintencionados podía modificar inesperadamente la memoria o finalizar aplicaciones. - Se corrige una vulnerabilidad en la que un atacante remoto podría corromper inesperadamente la memoria del núcleo o causar la finalización del sistema. |  |
| 12.4.8  | 16G201                        | 15 de julio de 2020                                          | Se recomienda a todos los usuarios instalar iOS 12.4.8, ya que proporciona actualizaciones de seguridad importantes. Algunas funciones podrían no estar disponibles en todas las regiones o en todos los dispositivos Apple. |  |
| 12.4.9  | 16H5                          | 5 de noviembre de 2020                                       | Se recomienda a todos los usuarios instalar iOS 12.4.9, ya que proporciona actualizaciones de seguridad importantes. - Se corrige un problema en el que un usuario puede enviar vídeo en llamadas de grupo FaceTime sin saber que lo ha hecho. - Se corrige un problema en el que el procesamiento de una fuente maliciosa puede llevar a la ejecución de un código arbitrario. - Se corrige un problema en el que una aplicación maliciosa puede ser capaz de revelar la memoria del núcleo. - Se corrige un problema en el que una aplicación maliciosa puede ser capaz de ejecutar un código arbitrario con privilegios de kernel. |  |
| 12.5    | 16H20                         | 14 de diciembre de 2020                                      | iOS 12.5 permite activar el sistema de notificaciones de exposición a la COVID-19 en el iPhone. La disponibilidad del sistema dependerá de si las autoridades de salud pública locales lo han habilitado. Se recomienda instalar esta actualización a todos los usuarios, ya que también proporciona actualizaciones de seguridad. |  |
| 12.5.1  | 16H22                         | 11 de enero de 2021                                          | Esta actualización soluciona un problema por el que es posible que las notificaciones de exposición muestren un idioma de perfil de registro incorrecto. |  |
| 12.5.2  | 16H30                         | 26 de marzo de 2021                                          | Se recomienda instalar esta actualización a todos los usuarios, ya que proporciona actualizaciones importantes de seguridad. |  |
| 12.5.3  | 16H41                         | 3 de mayo de 2021                                            | Se recomienda instalar esta actualización a todos los usuarios, ya que proporciona actualizaciones importantes de seguridad. |  |
| 12.5.4  | 16H50                         | 14 de junio de 2021                                          | Se recomienda instalar esta actualización a todos los usuarios, ya que proporciona actualizaciones importantes de seguridad. |  |
| 12.5.5  | 16H62                         | 23 de septiembre de 2021                                     | Se recomienda instalar esta actualización a todos los usuarios, ya que proporciona actualizaciones importantes de seguridad. |  |
| 12.5.6  | 16H71                         | 31 de agosto de 2022                                         | Se recomienda instalar esta actualización a todos los usuarios, ya que proporciona actualizaciones importantes de seguridad. |  |